# 플러버 (물질)

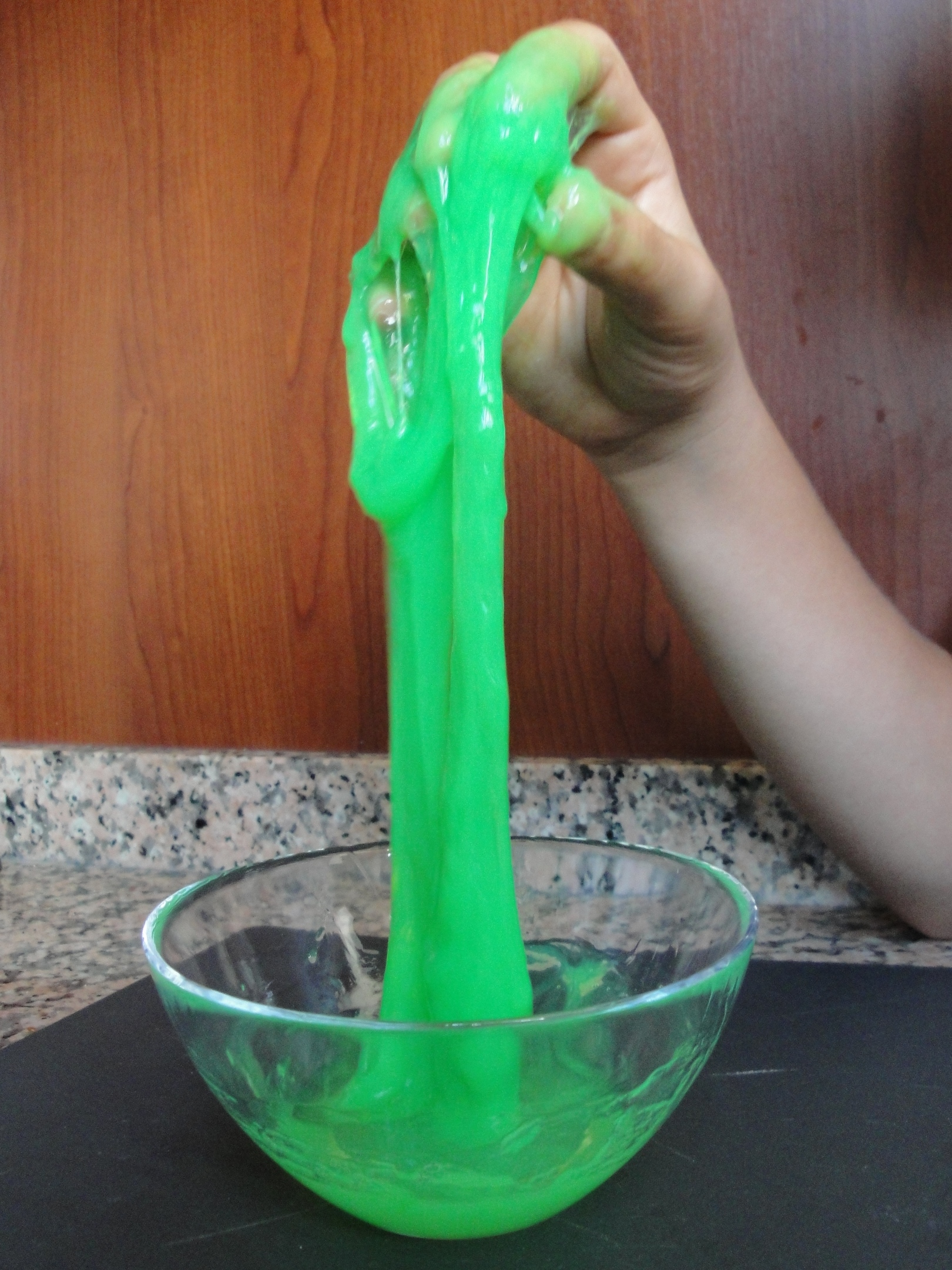
식품 착색제가 첨가된 플러버 폴리머. 이 폴리머는 일반적으로 색이 없다.

플러버(flubber, glorp, glurch) 또는 슬라임(slime)은 폴리바이닐 알코올(PVA)을 붕소 화합물과 교차결합시켜 만든 고무 폴리머를 가리키는 보통 명사이다. 플러버는 기초과학 교육실험으로서 엘머스 글루(Elmer's Glue)와 붕사 등의 폴리아세트산비닐 기반의 접착제로 만들 수 있다.

## 속성
플러버는 적은 힘에서는 흘러내리는 비뉴턴 유체이지만 더 센 힘과 압력에서는 부서진다. 이러한 액체와 같고 고체와 같은 속성의 결합은 맥스웰 고체가 된다. 젤리같고 점소성이 있는 것으로 기술되기도 한다.

## 같이 보기
- 슬라임 (장난감)